# Mouzieys-Panens
Mouzieys-Panens är en kommun i departementet Tarn i regionen Occitanien i södra Frankrike. Kommunen ligger i kantonen Cordes-sur-Ciel som tillhör arrondissementet Albi. År 2022 hade Mouzieys-Panens 249 invånare.

## Befolkningsutveckling
Antalet invånare i kommunen Mouzieys-Panens
| Referens: INSEE |